# Вулиця Ореста Чемеринського
Ву́лиця Ореста Чемеринського — вулиця в Деснянському районі міста Києва, селище Биківня. Пролягає від вулиці Івана Рогача до вулиці Павла Филиповича.

## Історія
Вулиця виникла в 2010-ті роки під проектною назвою Проектна 13064. Назва на честь українського політика, публіциста Ореста Чемеринського - з 2017 року.